# Rinconsaure
El rinconsaure (Rinconsaurus) és un gènere de dinosaure sauròpode titanosàurid que va viure al Cretaci superior en el que actualment és l'Argentina. L'espècie tipus, Rinconsaurus caudamirus, va ser descrita per Calvo i Riga l'any 2003, i està basada en tres esquelets parcials.